# Лікарська таємниця
Лікарська таємниця або медична таємниця — інформація про стан здоров'я, яка стала відома про особу (пацієнта) лікарю (лікуючому персоналу), обслуговчому персоналу, посадовим особам та службовому персоналу медичної установи при здійсненні ними своїх професійних обов'язків. Належить до конфіденційної інформації. Може бути розголошена тільки за згодою пацієнта або у випадках, передбачених законодавством.

## Поняття про лікарську таємницю
До лікарської таємниці належать відомості:
- про сам факт звернення особи за медичною допомогою;
- про хворобу (діагноз, протікання, прогноз);
- про застосовані методи лікування та їх ефективність;
- про особу, яка звернулася за допомогою, її минуле, зв'язки, фізичні й психічні вади, інтимні зв'язки та інше;
- про сім'ю хворого та сімейний устрій життя.

Пацієнт має знати про свій стан здоров'я у всіх випадках, включаючи онкологічні та психічні захворювання. Медичним працівникам та іншим особам, які у зв'язку з виконанням їх професійних або службових обов'язків дізналися про хворобу, не мають права розголошувати будь-які відомості про пацієнта, крім передбачених законодавчими актами випадків. Зокрема забороняється надавати за місцем роботи або навчання діагноз та методи лікування пацієнта. Медики зобов'язані забезпечити анонімність пацієнта, якщо інформація про його лікування використовується у навчальній, науковій роботі або публікується в літературі.
Не є лікарською таємницею інформація, яка стосується здоров'я не окремої особи, а населення загалом або значної групи осіб, вона не є інформацією з обмеженим доступом і не може бути утаємничена ані органами державної влади, органами місцевого самоврядування, ані іншими розпорядниками такої інформації.

## Історія формування
Лікарська таємниця з виникненням була абсолютна. Лікар не мав права нічого розповідати про стан пацієнта. У Стародавній Індії, у довірчих відносинах лікаря і пацієнта діяв афоризм: «Можна страшитися брата, матері, друга, але лікаря — ніколи!». У «Клятві Гіппократа» одним з етичним принципом є дотримання лікарської таємниці: «Про що б я не дізнався під час виконання своїх професійних дій або окрім них, що б не побачив і не почув про дії людського життя, які не слід будь-коли розголошувати, я змовчу, вважаючи це таємницею». З часом текст клятви змінювався, але принцип таємниці залишався.
У Європі з XVI століття лікарська таємниця стала вводитися у законодавчі акти. У статуті медичного факультету Паризького університету 1600 року була прописана заборона видавати таємниці хворих.
На початку XX століття, аналогічно до клятви Гіппократа була прийнята медсестринська «Клятва Флоренс Найтінгейл» (назву отримала від засновниці сестринського руху Флоренс Найтінгейл). У ній є такі слова: «Я буду тримати в таємниці всю особисту інформацію, яка буде у моєму розпорядженні під час роботи з пацієнтом та його рідними».
У Міжнародному кодексі медичної етики, який існує з 1949 сказано: «Лікар повинен зберігати в абсолютній таємниці все, що він знає про свого пацієнта в силу довіри, що чиниться йому».
Лікарська таємниця з часом перестала бути абсолютом і набула часткового характеру. Відомості, які отримав лікар, можуть бути розголошені, якщо її збереження загрожує суспільству.

## Міжнародні документи про лікарську таємницю
- Женевська декларація Всесвітньої медичної асамблеї, прийнята на 2-й Генеральній Асамблеї Всесвітньої медичної асоціації (вересень 1948 року)[9];
- Міжнародний кодекс медичної етики, прийнятий 3-ю Генеральною асамблеєю Всесвітньої медичної асоціації (жовтень 1949 року)[8];
- Положення про захист прав та конфіденційності пацієнта, прийняте 45-ю Всесвітньою медичною асамблеєю (жовтень 1993 року)[10];
- Положення та погляди Всесвітньої психіатричної асоціації про права і юридичний захист психічно хворих, прийняті Генеральною асамблеєю Всесвітньої психіатричної асоціації на VIII Всесвітньому конгресі із психіатрії (жовтень 1989 року)[11];
- Гавайська декларація Всесвітньої психіатричної асоціації, схвалена Генеральною асамблеєю Всесвітньої психіатричної асоціації (липень 1983 року)[12];
- Резолюція 46/119 «Захист осіб з психічними захворюваннями та поліпшення психіатричної допомоги», прийнята Генеральною асамблеєю ООН (лютий 1992 року)[13];
- Рекомендація 818 (1977) щодо ситуації з психічними захворюваннями, прийняті Парламентською асамблеєю Ради Європи (жовтень 1977 року)[14];
- Рекомендація Комітету міністрів державам-учасницям стосовно правового захисту осіб, які страждають на психічні розлади, що примусово утримуються як пацієнти (лютий 1983 року)[15].

## Законодавство України про лікарську таємницю
Всі випускники вищих медичних закладів України дають Клятву лікаря України (затверджену у 1992 році), у якій сказано «зберігати лікарську таємницю, не використовувати її на шкоду людині».
Положення про лікарську таємницю регулюються насамперед Конституцією України, яка захищає особисте і сімейне життя людини. Розголошувати такі відомості можна в інтересах національної безпеки, територіальної цілісності або громадського порядку з метою запобігання заворушенням чи злочинам, для охорони здоров'я населення, для захисту репутації або прав інших людей, для запобігання розголошенню інформації, одержаної конфіденційно, або для підтримання авторитету і неупередженості правосуддя (ст. 34), Законом України «Основи законодавства України про охорону здоров'я», де дано визначення лікарської таємниці та як вона може бути використана ст.39-40, 43) та інших законодавчих актах.
Лікарська таємниця може бути розголошена тільки у певних випадках:
- батькам (усиновлювачам) щодо їхніх дітей;
- наявності згоди пацієнта на поширення такої інформації;
- наречені мають право взаємно знати про стан здоров'я;
- повідомляти і надавати інформацію за запитом уповноважених органів про насильство у сім'ї;
- надавати відомості про стан психічного здоров'я та про надання їй психіатричної допомоги без згоди особи або її законних представників у випадках коли особа потребує лікування через тяжкий психічний розлад або запитом правоохоронних органів у зв'язку з проведенням слідства щодо цієї особи;
- інформацію про тестування на ВІЛ та його наслідки дозволяється надавати тільки особі, її батькам чи іншим її законним представникам; медичним працівникам, які займаються лікуванням особи; іншим особам тільки з дозволу суду;
- інформацію про лікування в наркологічних закладах дозволяється надавати правоохоронним органам лишу у випадках притягнення її кримінальної чи адміністративної відповідальності;
- родичі або уповноважені особи, яка померла, мають право бути присутніми про дослідженні причин смерті або знайомитися з висновками щодо цього. Також інформація може надана цим особа або за запитом адвоката, якщо така інформація слугуватиме інтересам рідних, близьких, спадкоємців померлого.
- якщо необхідна інформація, яка становить лікарську таємницю, у судовій справі, то вона надається за визначеним законодавством клопотанням.

## Проблеми з дотриманням лікарської таємниці
У повсякденному житті порушення лікарської таємниці дуже часті. Так лікарі у палаті може повідомляти пацієнту про його захворювання у присутності інших пацієнтів. Лікар або медичний персонал може надати по телефону інформацію особі, яка не є родичем пацієнта, а при особистій зустрічі не вимагатимуть документів, як підтвердять відносини з пацієнтом.
Стаття 285 Цивільного кодексу України дозволяє лікарям не надавати повну інформацію про хворобу особі, якщо це погіршить її стан здоров'я. Але при наявності такої інформації особа може зовсім інакше використати свої останні дні життя: переглянути відносини з близькими, розпорядитися власним майном та заощадженнями, завершити якісь справи та інше.

## Судові практики щодо лікарської таємниці
У справі 1997 року «Z проти Фінляндії» («Z v.s. Finland») ЄСПЛ вказав на порушення ст. 8 Конвенції про захист прав людини і основоположних свобод у тому, що апеляційний суд Фінляндії розголосив відомості без згоди позивачки, що вона та її чоловік були ВІЛ-інфіковані. Разом з тим суд зазначив, що постанова про вилучення історії хвороби пацієнтів і зобов'язання лікуючих лікарів надати свідчення у судів не порушує цієї статті.
ЄСПЛ у справі «Видання „План“ проти Франції» (Editions Plan v. France, 2004 р.), щодо публікації видавництвом «План» книги «Велика таємниця», в якій розкрили факт хвороби Президента Франції, підтвердив, що суспільство повинно знати про стан здоров'я особи, яка керувала країною. Проте спосіб, у який це було зроблено у справі Ф. Міттерана, — є неналежним. У книзі розкривається занадто приватна інформація: стадії хвороби, детальна інформація про лікування, переживання президента тощо.
Суд Великої Британії розглядав справу «Наомі Кемпбелл проти „ЕмДжіЕнЛімітед“», після подачі позову щодо публікації цим виданням про її лікування у спеціалізованому закладі для наркозалежних, про деталі такого лікування, а також опублікувало її фотографію на тлі закладу. Він вирішив, що відомості про наркотичну залежність супермоделі та отримання нею медичної допомоги можуть бути розголошені, оскільки вона сама ввела суспільство в оману своїми заявами про здоровий спосіб життя. Але дані про заклад у якому вона лікувалася, деталі лікування, фотографія на фоні лікувального закладу є втручанням в особисте життя.